# Jätteekorrar
Jätteekorrar (Ratufa) är ett släkte i ekorrfamiljen som förekommer i södra Asien. Med en kroppslängd (huvud och bål) av 25 till 45 centimeter är några individer större än ett mårddjur. Svansen är ungefär lika lång. Vikten ligger vanligtvis vid 2 kilogram men vissa exemplar blir 3 kilogram tunga. Trots namnet är de inte störst i familjen. I gruppen flygekorrar finns ännu större djur.
Släktet består av fyra arter:
- Ljusbrun jätteekorre (Ratufa affinis), Malackahalvön, Sumatra, Borneo.
- Svart jätteekorre (Ratufa bicolor), på det sydöstasiatiska fastlandet samt på Hainan, Sumatra, Java och Bali.
- Indisk jätteekorre (Ratufa indica), Indien.
- Ratufa macroura, södra Indien och Sri Lanka.

## Kännetecken
Arterna har en färgglad mönstring på pälsen. Till exempel har Ratufa bicolor en svart ovansida och en gulaktig bröst samt ofta en gulaktig svansspets. Ratufa indica har en mörkröd grundfärg, svarta fläckar på ryggen, skuldrorna och extremiteterna samt en gulvit undersida. Fötterna är kraftigt utvecklade och försedda med klor.

## Levnadssätt
Jätteekorrar lever i trädkronor i regnskogen. Där hoppar de ibland över 6 meter från gren till gren. De vilar i trädens håligheter och bara för att föda upp sina ungar bygger de ett bo i trädet. Dessa bon är mycket stora med en diameter upp till 2 meter.
Födan utgörs som hos de flesta ekorrar av nötter, frukter och bark samt i mindre skala av fågelägg. I motsats till de flesta andra ekorrar saknar jätteekorrar förmåga att sitta på de bakre extremiteterna och hålla jämvikt.
Varje individ lever ensam utanför parningstiden. Efter dräktigheten som varar i cirka 30 dagar föder honan ett till fem ungdjur. Dessa blir könsmogna först efter två år. Enskilda exemplar i fångenskap blev 20 år gamla – som är påfallande lång tid för gnagare.

## Hot
IUCN listar Ratufa affinis, Ratufa bicolor och Ratufa macroura som nära hotad (Near Threatened). Den sistnämnda arten hade en större population i södra Indien men dessa djur är med undantag av några få exemplar utdöda och så finns bara på Sri Lanka ett större bestånd. Av Ratufa indicas fyra beskrivna underarter är Ratufa indica dealbata utdöd. Den levde i delstaten Gujarat men sedan 1940-talet iakttas inga individer. Hela arten listas som livskraftig.

## Systematik
Traditionell betraktades jätteekorrar som nära släktingar till arter i underfamiljen Callosciurinae. Efter nyare undersökningar fastslogs att de inte har några nära släktingar bland de nu levande ekorrdjuren. De utgör troligtvis systergruppen till alla andra systematiska grupper i ekorrfamiljen och listas därför i en egen underfamilj Ratufinae.